# STS-61-G
STS-61-G – anulowana misja promu kosmicznego Atlantis. Na początku planowana na czerwiec 1986 jako jeden z pięciu lotów w tym miesiącu. Następnie z powodu problemu z płytkami wahadłowców przełożona na grudzień 1986 r. Po katastrofie Challengera wykreślona z planu lotów. Celem misji miało być wyniesienie satelity Galileo.

## Załoga
- David Walker – dowódca
- Ronald Grabe – pilot
- Norman Thagard – specjalista misji
- James van Hoften – specjalista misji